# Пинагор
Пинаго́р, или рыба-воробей (лат. Cyclopterus lumpus) — вид морских лучепёрых рыб из семейства пинагоровых (Cyclopteridae), единственный представитель рода пинагоров (Cyclopterus). Обитают в северной части Атлантического океана и в морях Северного Ледовитого океана.

## Описание
Самцы обычно достигают длины 30—40 см, а самки крупнее и могут вырастать до 50 см и массы 5 кг. Максимальная зарегистрированная длина тела 61 см, а масса — 9,5 кг. В солоноватых водах Балтийского моря длина не превышает 20 см. Тело высокое, толстое, сжато с боков. По бокам туловища и на спине расположены костные бугорки. Брюшные плавники образуют присоску для прикрепления к камням, водорослям и прочим объектам. Голова и грудные плавники самцов больше чем у самок. Под кожей находится толстый слой желеобразного жира.
Окраска тела взрослых самок серая, иногда с голубым или зелёным оттенком, брюшная поверхность светлее или белая. Самцы обычно темнее: от зеленовато-оливкового до черновато-серого цвета на спине с темными пятнами по бокам, брюхо немного светлее. Во время нереста самцы меняют окраску: брюхо, присоска и плавники окрашиваются в яркий оранжево-красный цвет, тело приобретает сероватую окраску с серебристыми пятнами на боках, спина становится почти чёрной.

## Биология

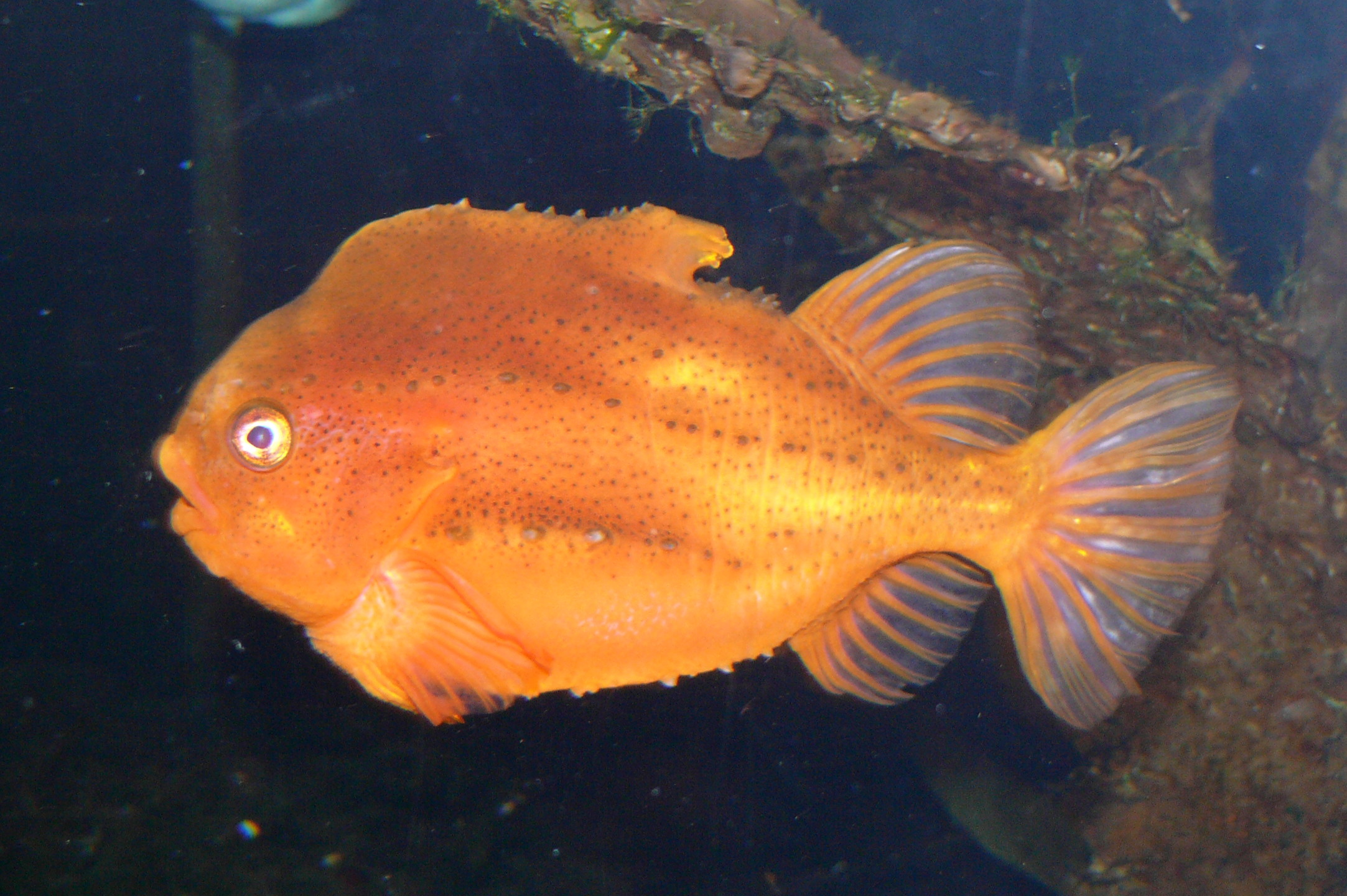
Самец во время нереста

После вылупления из икры молодые пинагоры проводят несколько дней в приливных бассейнах или прикрепившись присоской к плавучим водорослям. По мере роста молодняк переселяется в открытое море, где начинает питаться студенистым зоопланктоном, икрой других рыб и мелкими ракообразными.
Нерест проходит в прибрежной зоне в феврале—июле в зависимости от региона. Плодовитость от 15 до 350 000 икринок.
Ряд аспектов биологии (отсутствие плавательного пузыря, брюшная присоска) предполагают донный образ жизни, при этом рыбы попадаются в пелагических сетях и донных тралах одинаково часто. Исследование проведённое при помощи электронных радиометок, закреплённых на теле рыб показало, что пинагоры проводят большую часть дня у дна, лишь иногда поднимаясь в средние морские слои. Ближе к нересту рыбы напротив, чаще покидают дно и больше времени плавают в толще воды. В связи с отсутствием плавательного пузыря рыба способна совершать быстрые перемещения от поверхности до дна в течение дня. По неизвестным причинам, пинагоры в течение дня держатся близ дна, а ночью плавают в пелагической зоне. Таким образом, пинагор считается полупелагической / полудонной рыбой.

## Промысел

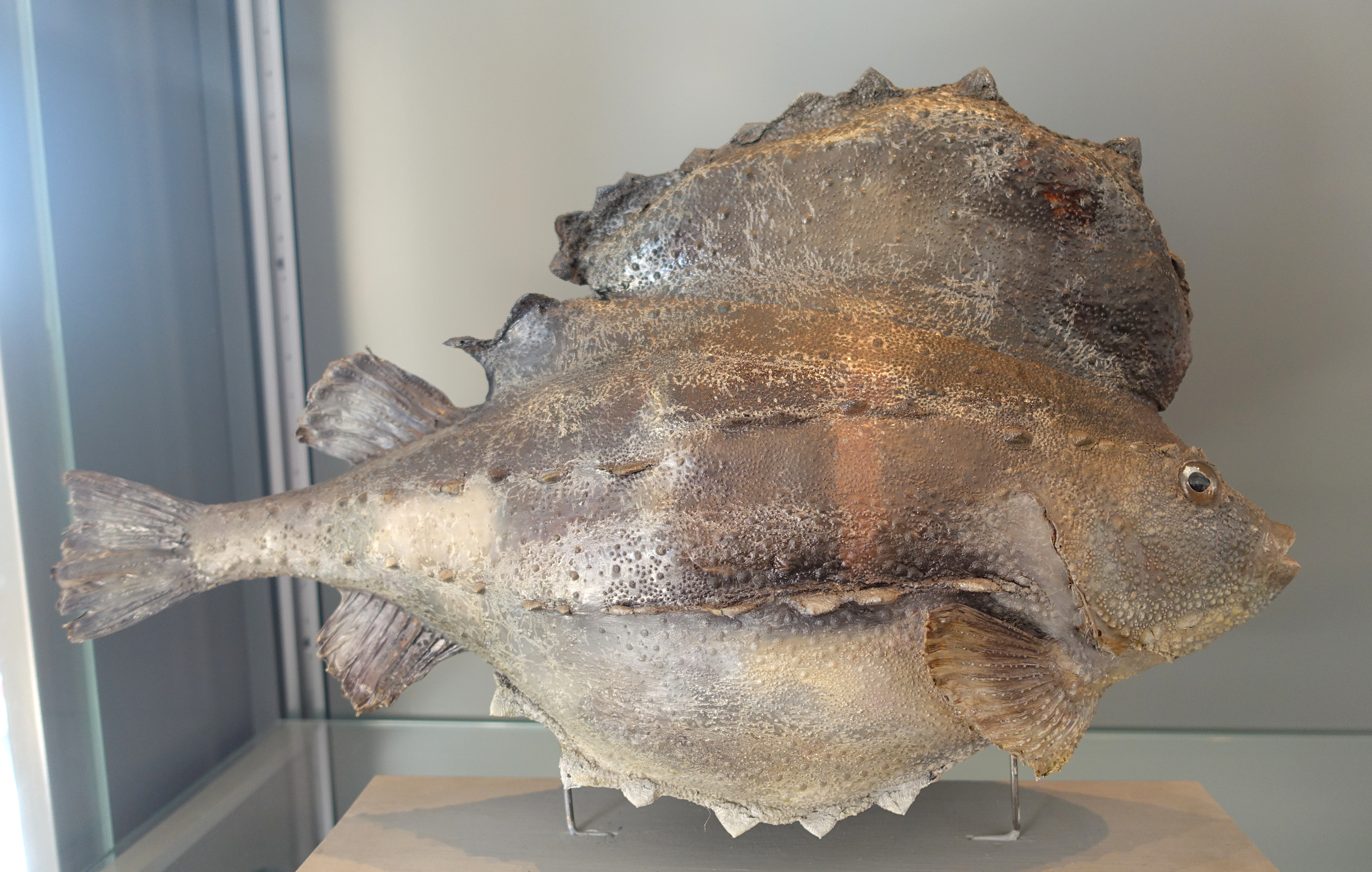

Ценная промысловая рыба. Мировые уловы пинагора в 2005—2010 годах варьировались от 11,5 до 20,4 тысяч тонн. Основные страны, добывающие эту рыбу — Дания (в Гренландии) и Исландия. Исторически Норвегия и Канада вносили значительный вклад в промысел и поставку пинагоров на рынок, но из-за снижения цен на икру и падения численности пинагора вылов сократился. Дания и Швеция также ловят эту рыбу, но объём их улова по сравнению с другими странами невелик.
Самок пинагора ловят в основном с целью добычи икры. Сама икра розового цвета, но её часто подкрашивают в красный или чёрный цвет и тогда она внешне напоминает икру лососёвых или осетровых рыб. Икра пинагора богата белками, витаминами. Часто используется в восточной кухне. Вылов рыб производятся жаберной сетью. Исландией была налажена торговля мясом пинагора с Китаем.

## Использование
В Норвегии с 2015 года предпринимаются попытки использовать пинагора с целью уничтожения лососевых вшей в рыбоводных хозяйствах.